# Straßenbahn Skowhegan–Madison
Die Straßenbahn Skowhegan–Madison war eine Überlandstraßenbahn in Maine (Vereinigte Staaten).

## Geschichte
In den 1850er Jahren wurde die Bahnstrecke Brunswick–Skowhegan entlang des Kennebec River gebaut. Die ursprünglichen Pläne, diese Strecke weiter nach Madison zu verlängern, wurden jedoch nicht verwirklicht. Um die Verbindung nach Madison herzustellen, erhielt die Somerset Traction Company im Januar 1895 eine Konzession zum Bau einer elektrischen Straßenbahnlinie. Die Gesellschaft wurde im Juni des Jahres formell aufgestellt und begann mit den Bauarbeiten. Ein Jahr darauf, am 6. Juni 1896, ging der Abschnitt von Skowhegan bis Hayden Brook – etwa die Hälfte der Strecke – in Betrieb. Der restliche Abschnitt der normalspurigen Bahn bis zur Endstelle in Madison an der Kirche wurde sechs Tage später eröffnet. Am 24. September 1897 verlängerte man die Strecke in Madison um etwa 400 Meter bis zum Postamt.
1902 wurde durch die Bahngesellschaft in Lakewood am Lake Wesserunsett ein Park mit Hotel und Freilichttheater eröffnet, der zusätzliche Fahrgäste anlocken sollte. Diese Anlage ist heute das Lakewood Theater. Die Bahn hatte in Skowhegan Anschluss an die erwähnte Bahnstrecke in Richtung Brunswick und in Madison an die Bahnstrecke Oakland–Bingham. In Skowhegan bestand außerdem Anschluss an die Straßenbahn Skowhegan–Norridgewock. Die Strecke folgte weitgehend dem heutigen U.S. Highway 201 bis Lakewood und von dort der Golf Course Road und verlief entlang der Maine State Route 43 nach Madison. Der Betriebshof und Hauptsitz der Bahn befand sich in Skowhegan an der Madison Avenue. Das Depot verfügte über drei Abstellgleise und ein Werkstattgleis.
Die Bahn verlor den Konkurrenzkampf gegen die Straße und wurde im Mai 1928 stillgelegt. Erst 1940 wurden die letzten Gleise abgebaut und verschrottet.

## Betrieb
Im Winter gab es wochentags zehn, sonntags acht Fahrten pro Richtung, im Sommer einen ungefähren Stundentakt mit zusätzlichen Fahrten zu Veranstaltungen im Lakewood Theater oder an Feiertagen. Die Betriebszeiten erstreckten sich von 6 Uhr bis 19 Uhr im Winter und bis 21 Uhr im Sommer. Die Bahn beförderte außerdem Stückgut, Holz, Agrarerzeugnisse und Post. Der Fahrpreis betrug fünf Cent pro Zone. Die Strecke war in sechs Zonen unterteilt. 40-Fahrten-Karten für einen Dollar wurden für den Verkehr innerhalb Madisons oder Skowhegans ausgegeben.